# Масловиці (гміна)
Гміна Масловиці (пол. Gmina Masłowice) — сільська гміна у центральній Польщі. Належить до Радомщанського повіту Лодзинського воєводства.
Станом на 31 грудня 2011 у гміні проживало 4290 осіб.

## Площа
Згідно з даними за 2007 рік площа гміни становила 116.20 км², у тому числі:
- орні землі: 72.00%
- ліси: 16.00%

Таким чином, площа гміни становить 8.05% площі повіту.

## Населення
Станом на 31 грудня 2011:
| Опис     | Загалом | Загалом | Чоловіки | Чоловіки | Жінки | Жінки |
| -------- | ------- | ------- | -------- | -------- | ----- | ----- |
| одиниця  | осіб    | %       | осіб     | %        | осіб  | %     |
| все      | 4290    | 100     | 2131     | 49.67    | 2159  | 50.33 |
| міське   | 0       | 100     | 0        |          | 0     |       |
| сільське | 4290    | 100     | 2131     | 49.67    | 2159  | 50.33 |

## Сусідні гміни
Гміна Масловіце межує з такими гмінами: Вельґомлини, Ґошковіце, Кобеле-Вельке, Кодромб, Ленкі-Шляхецькі, Пшедбуж, Ренчно.